# مارغريت بيل (واثبة عالي)
مارغريت بيل هي واثبة عالي كندية، ولدت في 1917 في فانكوفر في كندا، وتوفيت في 10 مايو 1996.

## وصلات خارجية
- مارغريت بيل على موقع الاتحاد الدولي لألعاب القوى (الإنجليزية)
- مارغريت بيل على موقع اللجنة الأولمبية الدولية (الإنجليزية)
- مارغريت بيل على موقع أوليمبيديا (الإنجليزية)
- مارغريت بيل على موقع اللجنة الأولمبية الكندية (الإنجليزية)